# Lamborghini Pregunta
Lamborghini Pregunta (также известен как Heuliez Pregunta Roadster) — прототип суперкара, представленный итальянской фирмой Lamborghini на Парижском автосалоне в 1998 году. Его разработкой занималась французская кароцерия Heuliez. Это был последний концепт-кар компании до поглощения Lamborghini концерном Volkswagen. Pregunta по-испански означает «вопрос».
Автомобиль был построен на шасси Lamborghini Diablo, от него также достались кузов и двигатель. Внешний вид автомобиля был футуристичным, создавая его разработчики ориентировались на истребитель Dassault Rafale. В переднем бампере располагались спойлер, два больших воздухозаборника и ксеноновые фары, разделенные на несколько частей. По бокам также имелись воздухозаборники поменьше, а фонари, как и фары, состояли из отдельных сегментов. Как и у Diablo, у Pregunta были двери гильотинного типа. Крыша суперкара была съёмной.
Внутри автомобиль делился на спортивную водительскую часть и комфортную пассажирскую. Сиденья были отделаны чёрной и синей алькантарой, этих же цветов была приборная панель, изготовленная фирмой Magnetti Marelli. Посередине был расположен LCD-экран, получавший  показания камеры заднего вида (вместо боковых зеркал) и навигационной системы Cristine. Ремни безопасности, изготавливавшиеся фирмой DGGA, были четырёхточечного типа. Освещение салона было оптоволоконным.
5,7-литровый двигатель развивал 530 лошадиных сил и разгонял автомобиль до 100 км/ч за 4 секунды, а километр он проезжал за 20,7 секунд. Соотношение мощности к объёму двигателя составляло 92,8 л.с./литр. Колёса поставлялись фирмой OZ-wheels, а шины — Michelin, спереди размерности 235/35 ZR 18, а сзади — 345/30 ZR 19.
Производитель никогда не собирался запускать автомобиль в серию несмотря на то, что на его разработку ушло 800 000 $. Тем не менее, в апреле 2013 года суперкар был выставлен на продажу французским дилером Autodrome по цене от 1,6 млн евро.